# 겹온음표

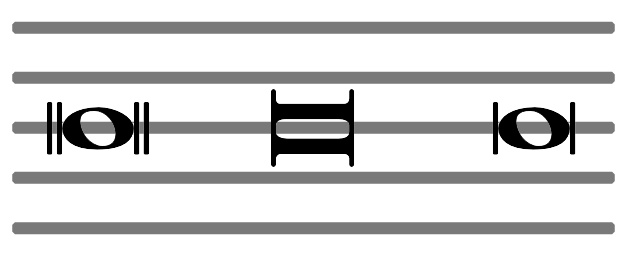
겹온음표.

겹온쉼표

겹온음표(Double whole note, breve)는 음표 중의 하나로 음의 길이가 온음표의 2배인 8박자다.
겹온쉼표(Double whole rest)는 온쉼표의 2배 길이인 8박동안 쉰다.
겹온음표를 1박으로 하는 박자표는 분모 부분에 0.5로 쓴다. 0.5는 겹온음표를 의미한다.

## 같이 보기
- 악상 기호